# Nicolas Stassart
Nicolas Florent Henri Stassart (Lens-sur-Geer, 19 oktober 1912 - Oerle, 26 februari 1999) was een Belgisch senator en burgemeester.

## Levensloop
Stassart begon zijn loopbaan als postbode en klom op in de hiërarchie van de post tot eerstaanwezend postbeambte.
Van 1959 tot 1964 was hij voor de PSB burgemeester van Lens-sur-Geer. Na de fusie in 1965 van Bergilers, Grandville, Lens-sur-Geer, Oerle en Wouteringen, onder de naam Oreye (Oerle), werd hij gemeenteraadslid. In 1971 werd hij burgemeester en bleef dit tot in 1982. Van 1965 tot 1971 was hij ook provincieraadslid van Luik.
Van 1971 tot 1978 zetelde Stassart eveneens in de Senaat: van 1971 tot 1974 en van 1977 tot 1978 als rechtstreeks gekozen senator voor het arrondissement Hoei-Borgworm en van 1974 tot 1977 als provinciaal senator voor Luik. Vanuit zijn parlementair mandaat zetelde hij ook in de Cultuurraad voor de Franse Cultuurgemeenschap.